# Альбертин (рифт)

Альбертинский рифт и часть Великой рифтовой долины

Рифт Альбертин — рифтовая долина, является западной ветвью Восточно-Африканского рифта Восточно-Африканской зоны разломов.
Расположен рифт севернее озера Ньяса на территории ДР Конго, Руанды, Бурунди, Танзании и Уганды.
Рифт Альбертин окружают одни из самых высоких гор в Африке: Вирунга, Итомбве, Митумба и Рувензори. На его территории расположены несколько Великих Африканских озёр. Интересно, что Киву и Танганьика при этом относятся к бассейну Конго, Альберт и Эдуард — Нила, а озеро Руква — бессточное и частично пересыхающее.
Животный и растительный мир территории рифта имеет сравнительно высокую степень эндемизма. Покрывающие склоны гор Альбертинские леса являются одними из самых труднопроходимых в Африке. На территории Уганды в рифтовой долине образованы национальные парки — Королевы Елизаветы и Непроходимый лес Бвинди.